# Cimetière Vostriakovo
Le cimetière Vostriakovo (en russe : Востряковское кладбище, Vostriakovoïe kladbichtche) est un cimetière situé à la périphérie sud-ouest du Moscou d'avant l'extension.

## Description
Ce cimetière très arboré comme la plupart des cimetières russes s'étend sur 136,8 hectares dans le raïon de Troparevo-Nikoulino. Il a été ouvert au début des années 1930 et comporte dès 1932 un cimetière israélite, après la démolition du cimetière juif Dorogomilovskoïe et le transfert de certaines tombes de cet ancien cimetière vers le nouveau. Il se trouve alors à la limite sud-ouest de Moscou dans les années 1960 et on l'agrandit vers le MKAD. Le cimetière est aujourd'hui divisé en deux parties séparées par la chaussée de Borovsk (Borovskoïe Chossé), chacune ayant une entrée à part. La partie septentrionale s'étend sur 25,85 hectares et la partie au sud (appelée cimetière central) s'étend sur 57,06 hectares. C'est ici que se trouve l'administration du cimetière, ainsi qu'une église orthodoxe placée sous le vocable de saint Jean-Baptiste et construite dans les années 1990 et consacrée en 1996. Elle sert de chapelle au cimetière, pour les funérailles et les offices commémoratifs. Plusieurs divisions du cimetière central sont réservées au sépultures israélites, dont le long de l'année principale, et l'on trouve donc également une synagogue dans cette partie du cimetière. Une division de 5,8 hectares a été étendue pour les sépultures juives en 2017, sans séparation.
Le cimetière est arrangé pour les personnes à mobilité réduite avec des rampes pour les fauteuils roulants qui sont disponibles également. Des panneaux de signalisation et des panneaux tactiles pour donner des informations sur les emplacements ont été installés dans les années 2010.
Le cimetière possède un carré militaire où sont enterrés 1 200 soldats morts dans les hôpitaux moscovites pendant la Grande Guerre patriotique avec un monument aux morts.

## Personnalités inhumées au cimetière Vostriakovo
- Iossif Chklovski (1916-1985), radioastronome
- Roufina Gacheva (1921-2012), aviatrice, Héros de l'Union soviétique
- Yossif Kobzon (1937-2018), chanteur
- Andreï Sakharov (1921-1989), physicien, prix Nobel de la paix et dissident, et son épouse Elena Bonner (1923-2011)
- Arkadi Vaïner (1931-2005), écrivain

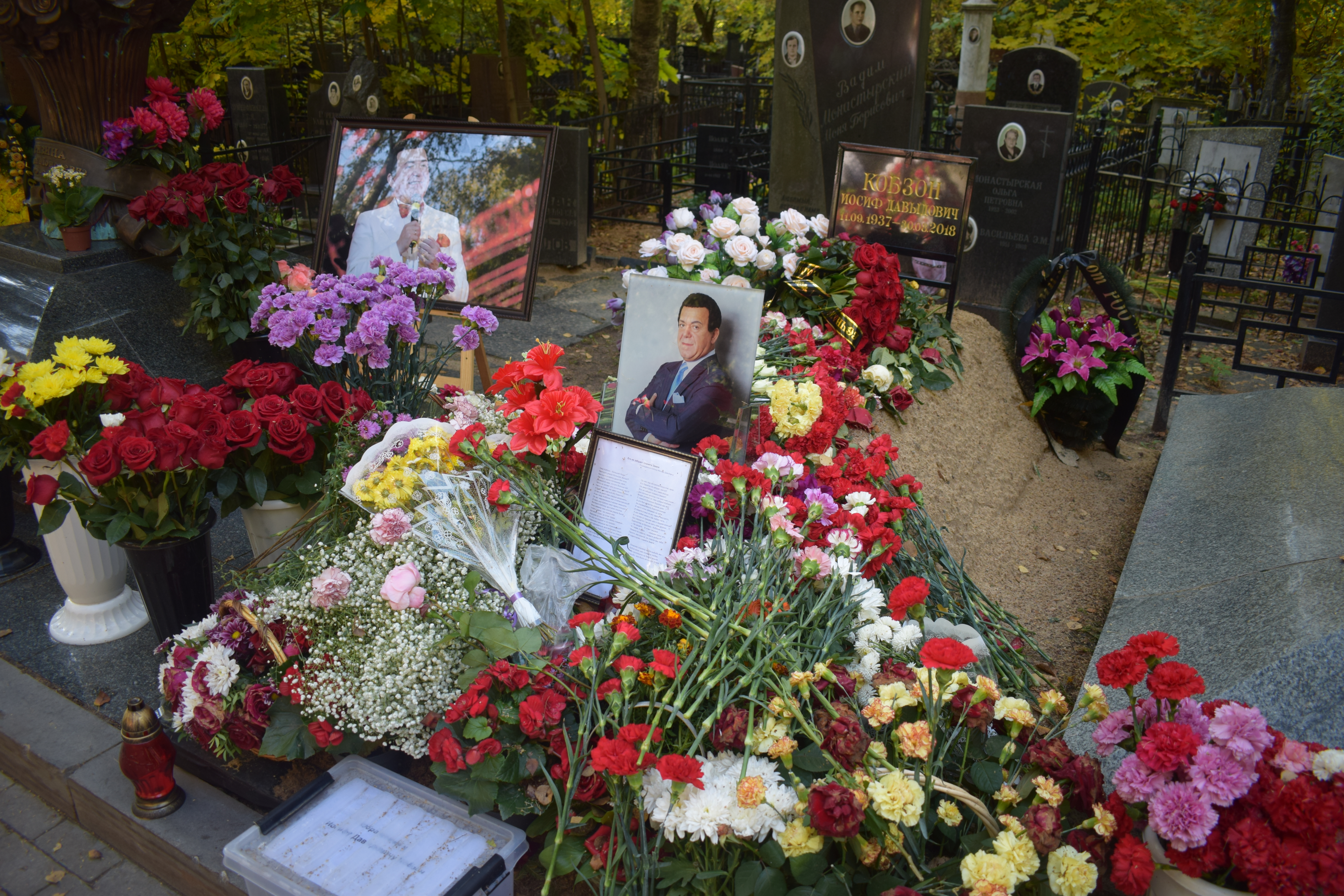
Sépulture de Yossif Kobzon.